# Blesle

Blesle este o comună în departamentul Haute-Loire, Franța. În 2009 avea o populație de 644 de locuitori.